# Charles-Martial Davy de La Pailleterie
Charles-Martial Davy de La Pailleterie, dit le « bailli de La Pailleterie », né le 30 juin 1649 à Bielleville et mort le 5 octobre 1719 à Marseille, est un militaire et gentilhomme français des XVIIe et XVIIIe siècles. Après avoir commencé sa carrière dans la cavalerie, il passe dans la Marine du Roi. Chef d'escadre et inspecteur-général des galères du Roi, commandeur de la Villedieu-en-Drugesin. Il est apparenté à l'écrivain Alexandre Dumas.

## Biographie

### Origines et famille
Il est le fils de Jacques Davy de La Pailleterie et de Jacqueline du Bellay. Le couple se marie le 23 novembre 1643 ; de cette union naissent deux garçons : Anne-Pierre, l'ainé et Charles-Martial ; ainsi que trois filles : Catherine-Angélique, Suzanne-Thérèse et Marie-Françoise.
La famille Davy de La Pailleterie, est une famille originaire de Bielleville, un petit village du pays de Caux situé à proximité de Bolbec. Cette famille a fait ses preuves de noblesse le 13 avril 1669 devant Caumartin, intendant de la généralité de Champagne lors de la recherche de la noblesse. La filiation établie remonte à Olivier Davy, écuyer, seigneur de Regneville, qui rend hommage au Roi, le 12 juillet 1519.

### Jeunesse et débuts
Le jeune Charles-Martial est présenté dans l'ordre de Saint-Jean de Jérusalem en vue de devenir chevalier de Malte le 23 janvier 1670, et figure dans les registres de l'Ordre comme étant originaire du diocèse de Rouen. Il est alors âgé d'un peu plus de vingt ans.
Après sa formation dans la marine de l'Ordre, Charles-Martial Davy de La Pailleterie passe ensuite dans l'armée de terre, dans la cavalerie. Il est pendant sept ans cornette, lieutenant et capitaine de cavalerie puis capitaine réformé dans un régiment de cuirassiers.

### Officier des galères du Roi

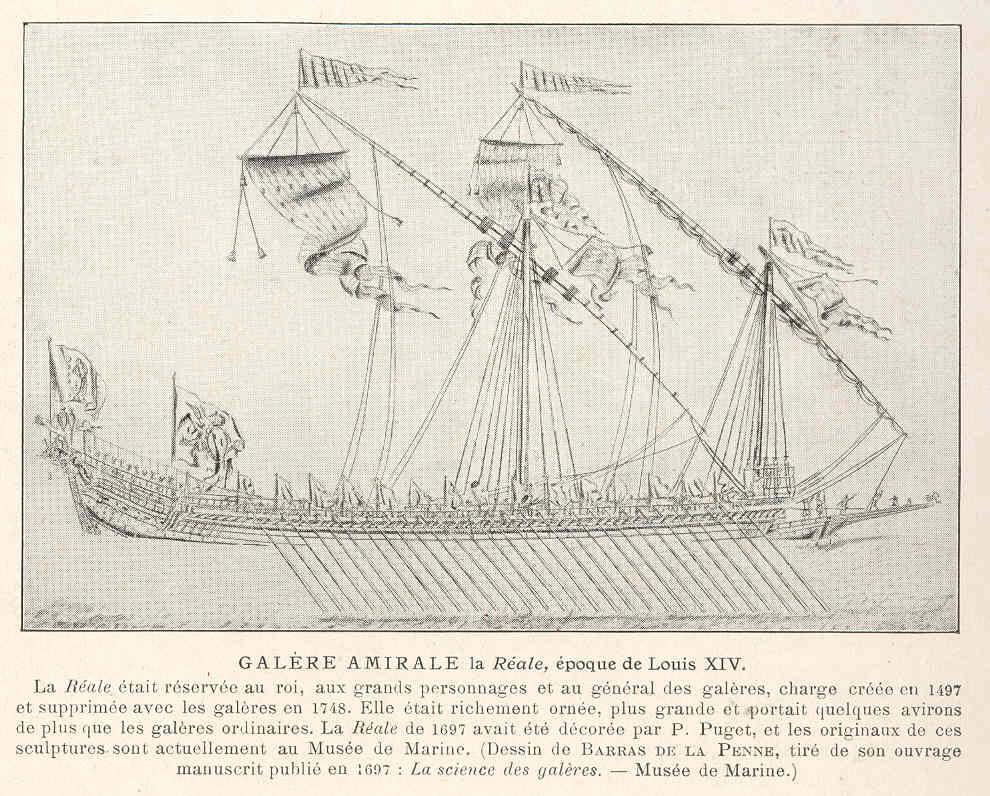
Galère La Réale, sur laquelle le bailli de La Pailleterie fait ses débuts.

Il passe au service de la France, et intègre le corps des galères de Marine royale le 1er janvier 1685. Il est nommé sous-lieutenant de la Réale. Promu au grade de Lieutenant de galère le 14 mai suivant, il est nommé sous-inspecteur des écoles le 7 février 1687 et capitaine de galère en 1690, au début de la guerre de la Ligue d'Augsbourg. En quelques années, sa carrière a connu un avancement rapide. 
En 1695, alors qu'il commande les galères dans le port de Saint-Malo, il se distingue contre les flottes anglaises et hollandaises venues bombarder la ville. La Gazette de France fait deux fois mention de cet officier, une première fois à cette occasion : 

« Année 1695, le chevalier de la Pailleterie, commandant les galères dans le port de Saint-Malo donne des preuves d'une grande capacité et d'une rare valeur lorsque les Anglais et les Hollandais viennent bombarder cette ville le 15 juillet. »

Il sert à nouveau pendant la guerre de Succession d'Espagne. Il est nommé inspecteur-général des galères du Roi, un poste assorti d'une pension de 2 000 livres le 1er mars 1701. 

Enfin, il doit sa promotion au grade de chef d'escadre des galères de Dunkerque le 11 juillet 1702, à un fait d'armes audacieux. Au début de juillet 1702, quand La Pailleterie s'empare de la Licorne, un vaisseau de guerre hollandais de 46 canons. Dans son numéro du 23 juillet, la Gazette de France relate l'évènement : 

« Année 1702, il s'empare le 4 juillet d'un vaisseau hollandais et le remorque dans le port d'Ostende à la vue de onze autres vaisseaux hollandais. Le roi pour le récompenser de ses services le nomme chef d'escadre. »

Charles Davy de La Pailleterie, est promu chef d'escadre à la suite d'une action d'éclat qui se déroule, fait significatif, non pas en Méditerranée mais en mer du Nord. Par ailleurs, il est le seul capitaine des galères du règne de Louis XIV à gagner au feu son pavillon de chef d’escadre[réf. nécessaire].
En 1710, il arme en course une galiote et deux brigantins, et à ce titre pouvait prétendre à un cinquième des prises effectuées par ces navires. Il meurt le 5 octobre 1719, à environ 70 ans.

### Sources et bibliographie
- État des officiels de Marine de 1270 à 1750 dit « Alphabet Laffilard », Archives de la Marine
- Table ou abrégé des cent trente-cinq volumes de la Gazette de France, depuis son commencement en 1631 jusqu'à la fin de l'année 1765, Volume II, Impr. de la Gazette de France, Paris, 1768, p. 316
- Alexandre Mazas, Histoire de l'ordre royal et Militaire de Saint-Louis depuis son institution en 1693 jusqu'en 1830, vol. 2, Paris, Firmin Didot frères, fils et Cie, 1860 (lire en ligne), p. 58
- M. de Martres (dir.), Revue historique de la noblesse, vol. 4, Paris, 1846, 1846 p. (lire en ligne), p. 371 et suiv.
- (en) John Selwyn Bromley, Corsairs and navies, 1660-1760, Continuum International Publishing Group, 1987, 517 p. (lire en ligne), p. 250